# هاجيمي ماتسوشيتا
هاجيمي ماتسوشيتا (باليابانية: 松下元؛ بالكانا: まつした はじめ) هو عسكري ياباني، ولد في 10 أغسطس 1884 في فوكوكا في اليابان، وتوفي في 1 ديسمبر 1953.